# Brian E. Daley
Brian Edward Daley SJ (* 1. Januar 1940 in Orange, New Jersey) ist ein US-amerikanischer Jesuit und Hochschullehrer.

## Leben
Brian Daley stammt aus New Jersey. Im Jahre 1961 graduierte er an der Fordham Universität und erwarb sich den Master am Merton College der Universität Oxford im Jahre 1967. Daley war 1964 den Jesuiten beigetreten und wurde 1970 zum Priester geweiht. In Deutschland studierte er an der Philosophisch-Theologischen Hochschule Sankt Georgen, bevor er nach Oxford zurückging, wo er 1978 promovierte.
In seiner Freizeit widmet sich Daley bevorzugt dem Amateurboxen. Er ist ehemaliger Präsident der North American Patristic Society und ist Herausgeber der Fachzeitschrift Traditio. Zudem ist er Mitglied in der Redaktion des Journal of Early Christian Studies.
Von 1978 bis 1996 unterrichtete Daley an der Weston School of Theology. 1996 wurde er Mitglied der Fakultät der Universität Notre Dame, wo er heute den Catherine F. Huisking Lehrstuhl für Theologie innehat.

## Forschung und Lehre
Daley ist Theologiehistoriker und konzentriert sich in erster Linie auf die Patristik. Zu seinen Interessen gehören die Entwicklung der christologischen und trinitarischen Doktrin, die Exegese früher Schriften und die Mariologie. In Fachzeitschriften veröffentlichte Daley eine Vielzahl von Artikeln über frühe Christologie, trinitarische Theologie und Eschatologie.
Der Aussage des Vorsitzenden John Cavadini der theologischen Fakultät von Notre Dame zufolge wird „Brian als einer der führenden Gelehrten auf dem Gebiet der Patristik angesehen“. Zu Daleys Ehren wurde die Essaykollektion „In the Shadow of the Incarnation: Essays on Jesus Christ in the Early Church in Honor of Brian E. Daley, S.J.“ von Prof. Peter W. Martens herausgegeben, in der u. a. die Arbeiten neuer Doktoranden versammelt sind.

## Auszeichnungen
Am 20. Oktober 2012 wurde Brian Daley von der "Vatikanischen Stiftung Joseph Ratzinger – Papst Benedikt XVI." der Joseph-Ratzinger-Preis verliehen. Gemeinsam mit ihm wurde der Philosoph Rémi Brague ausgezeichnet.

## Werke
- God Visible: Patristic Christology Reconsidered Oxford: Oxford University Press, 2018.
- Leontius of Byzantium: Complete Works, Oxford Early Christian Texts, Oxford: Oxford University Press, 2017.
- The Harp of Prophecy: Early Christian Interpretation of the Psalms, bearbeitet mit Paul R. Kolbet, Notre Dame, Indiana: University of Notre Dame Press, 2015.
- Light on the Mountain: Greek Patristic and Byzantine Homilies on the Transfiguration of the Lord, Crestwood, N.Y.: St. Vladimir's Seminary Press, 2013.
- Gregory of Nazianzus, London: Routledge 2006.
- Cosmic Liturgy: The Universe According to Maximus the Confessor, San Francisco: Ignatius Press 2003.
- On the Dormition of Mary: Early Patristic Homilies, Crestwood, N.Y., St. Vladimir's Seminary Press 1998.
- The Hope of the Early Church: A Handbook of Patristic Eschatology, Cambridge, Cambridge University Press 1991